# Pacific Crest Trail

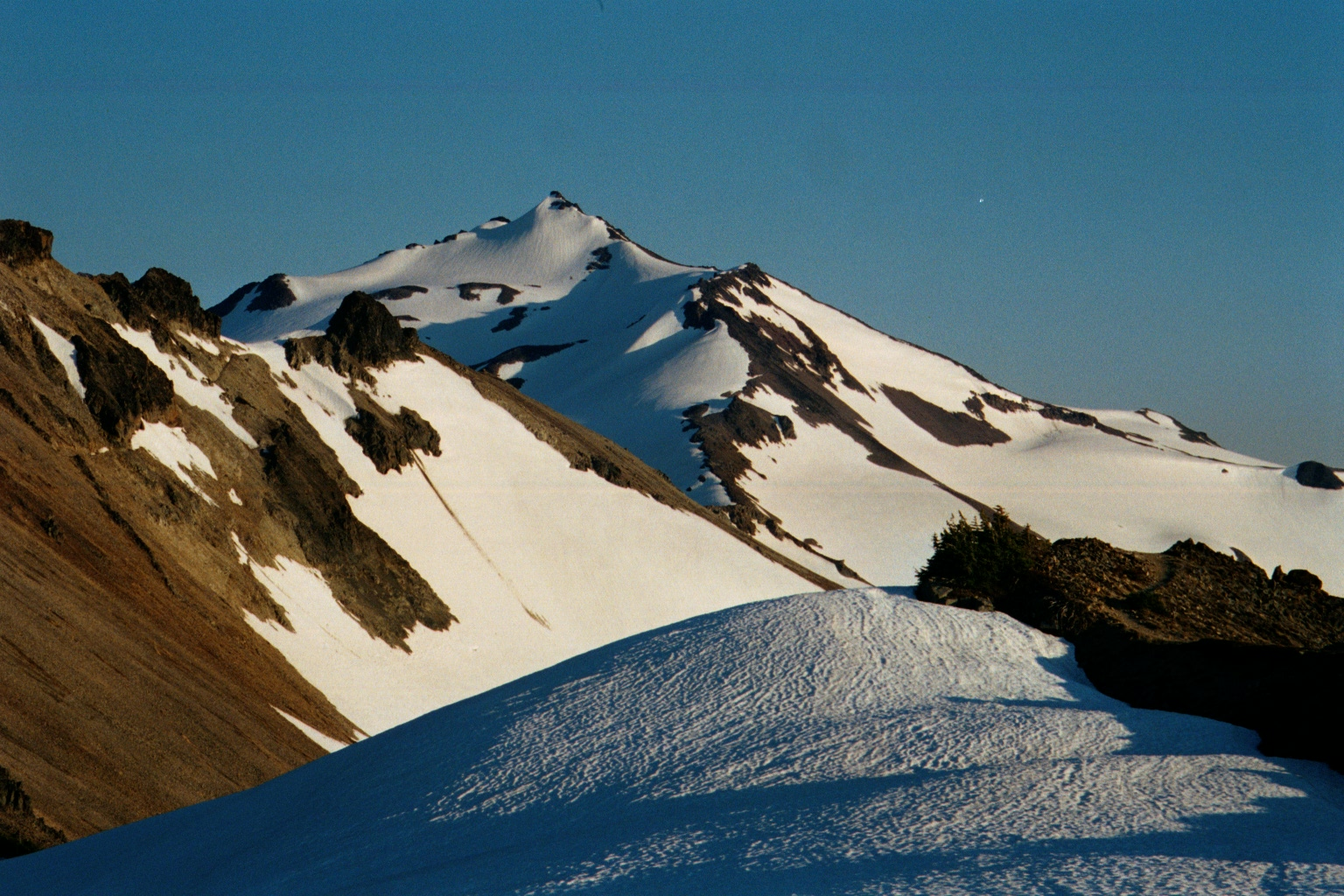
Vista da Goat Rocks Wilderness ao longo do Pacific Crest Trail.

O Pacific Crest Trail (normalmente abreviado como PCT e também conhecido como Pacific Crest National Scenic Trail) é um percurso pedestre e equestre que se estende da fronteira dos Estados Unidos com o México até à sua fronteira com o Canadá seguindo os montes mais altos da Sierra Nevada e do Cascade Range paralelamente ao Oceano Pacífico ao longo de 160 a 240 km. O Pacific Crest Trail tem um total de 4260 km e tem elevação variável desde o nível médio do mar na fronteira Oregon-Washington até aos 4009 metros   da Forester Pass na Sierra Nevada.
O Trilho dos Apalaches, o Continental Divide Trail e o Pacific Crest Trail formam a chamada Triple Crown of Hiking, que reúne os três grandes trilhos de longa distância dos Estados Unidos.

## Rota
A rota é feita principalmente através de florestas nacionais e reservas florestais. A trilha evita a civilização e passa por terrenos montanhosos cenográficos e intocados nos estados da Califórnia, Oregon e Washington.

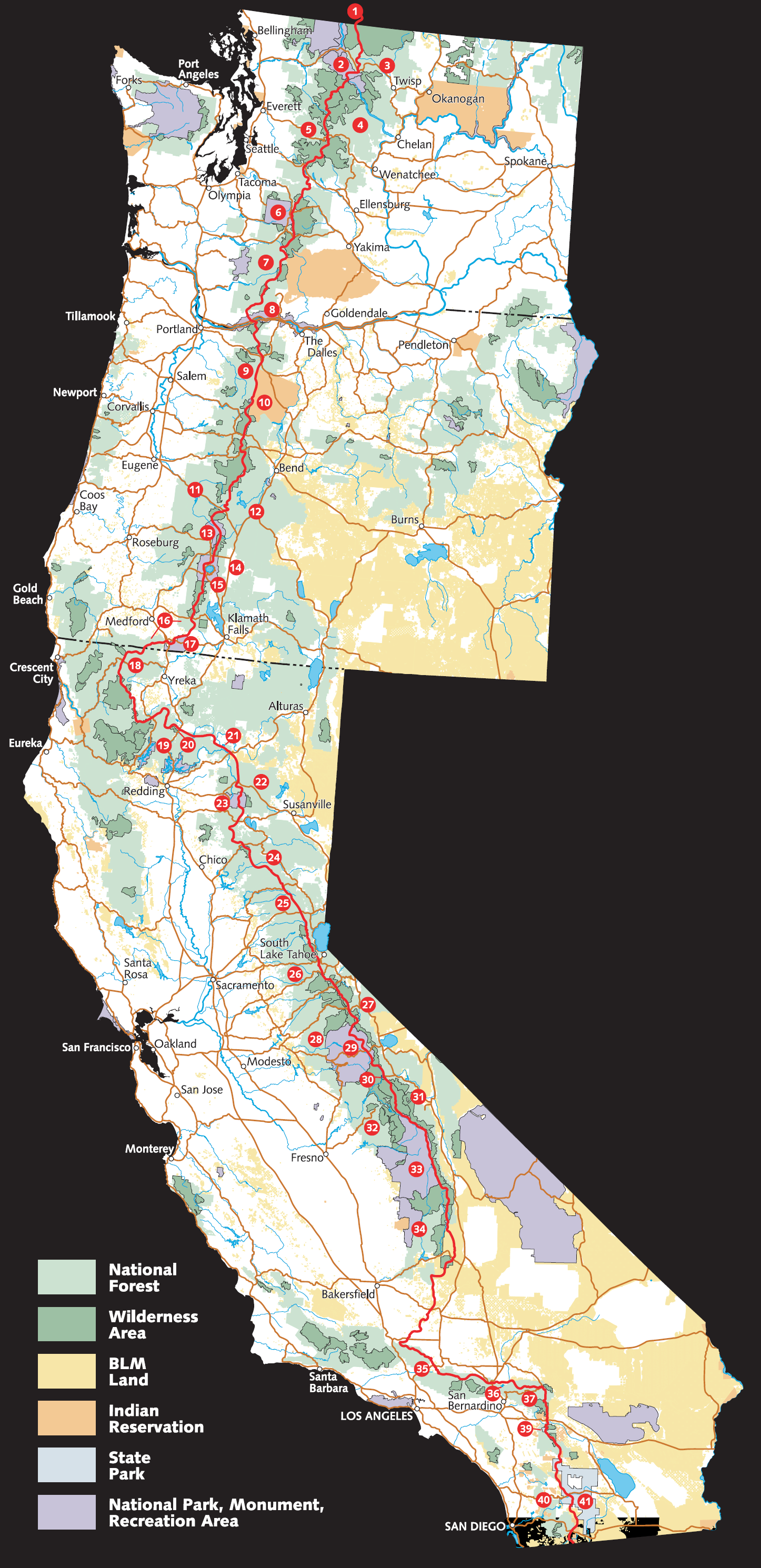
Mapa mostrando a rota do PCT

Uma rota para bicicletas, a Pacific Crest Bicycle Trail (PCBT) é uma rota de 2500 milhas desenhada quase paralelamente à PCT. As duas rotas se cruzam em cerca de 27 lugares no decorrer do percurso.